# Abu-l-Múntassir Muhàmmad ibn Muhàmmad
Abu-l-Múntassir Muhàmmad ibn Muhàmmad fou emir midràrida de Sigilmasa.
Era fill de Muhàmmad ibn Saru al-Mútazz, a qui va succeir a la seva mort el 933/934. Com el seu pare, era favorable als fatimites.
Va governar sota protecció fatimita i va morir el 942/943. El va succeir el seu fill al-Múntassir Samgú ibn Muhàmmad.